# 東経8度線
東経8度線（とうけい8どせん）は、本初子午線面から東へ8度の角度を成す経線である。北極点から北極海、ヨーロッパ、地中海、アフリカ、大西洋、南極海、南極大陸を通過して南極点までを結ぶ。
東経8度線は、西経172度線と共に大円を形成する。

## 通過する地域一覧
東経8度線は、北極点から南極点まで南に向かって以下の場所を通っている。
| 地理座標                                           | 国土・領土・領海 | 備考 |
| -------------------------------------------------- | ---------------- | --- |
| 北緯90度0分 東経8度0分 / 北緯90.000度 東経8.000度  | 北極海           | |
| 北緯81度12分 東経8度0分 / 北緯81.200度 東経8.000度 | 大西洋           | |
| 北緯63度28分 東経8度0分 / 北緯63.467度 東経8.000度 | ノルウェー       | スメラ島（英語版）、Tustna島、本土（クリスチャンサンを通過）、Flekkerøy島                                                                                    |
| 北緯58度3分 東経8度0分 / 北緯58.050度 東経8.000度  | 北海             | ユトランド半島（ デンマーク）のすぐ西を通過 · ヘルゴラント島（ ドイツ）のすぐ東を通過                                                                        |
| 北緯53度43分 東経8度0分 / 北緯53.717度 東経8.000度 | ドイツ           | ニーダーザクセン州 ノルトライン＝ヴェストファーレン州 ラインラント＝プファルツ州 ヘッセン州 ラインラント＝プファルツ州 ヘッセン州 ラインラント＝プファルツ州 |
| 北緯49度2分 東経8度0分 / 北緯49.033度 東経8.000度  | フランス         | アルザス地域圏 |
| 北緯48度46分 東経8度0分 / 北緯48.767度 東経8.000度 | ドイツ           | バーデン＝ヴュルテンベルク州 |
| 北緯47度34分 東経8度0分 / 北緯47.567度 東経8.000度 | スイス           | |
| 北緯46度1分 東経8度0分 / 北緯46.017度 東経8.000度  | イタリア         | ピエモンテ州 - トリノのすぐ東を通過 リグーリア州 |
| 北緯43度52分 東経8度0分 / 北緯43.867度 東経8.000度 | 地中海           | サルデーニャ島とサン・ピエトロ島（英語版）（ イタリア）のすぐ西を通過                                                                                        |
| 北緯36度52分 東経8度0分 / 北緯36.867度 東経8.000度 | アルジェリア     | |
| 北緯34度28分 東経8度0分 / 北緯34.467度 東経8.000度 | チュニジア       | |
| 北緯33度7分 東経8度0分 / 北緯33.117度 東経8.000度  | アルジェリア     | |
| 北緯21度11分 東経8度0分 / 北緯21.183度 東経8.000度 | ニジェール       | |
| 北緯13度19分 東経8度0分 / 北緯13.317度 東経8.000度 | ナイジェリア     | |
| 北緯4度32分 東経8度0分 / 北緯4.533度 東経8.000度   | 大西洋           | ビオコ島（ 赤道ギニア）のすぐ西を通過 |
| 南緯60度0分 東経8度0分 / 南緯60.000度 東経8.000度  | 南極海           | |
| 南緯69度53分 東経8度0分 / 南緯69.883度 東経8.000度 | 南極大陸         | ドローニング・モード・ランド（ ノルウェーが領有権を主張） |